# Horní Ves
Horní Ves (deutsch Oberdorf) ist eine Gemeinde in Tschechien. Sie liegt drei Kilometer südwestlich von Horní Cerekev und gehört zum Okres Pelhřimov.

## Geographie
Horní Ves sich im Süden der Böhmisch-Mährischen Höhe am Oberlauf der Jihlava. Nordöstlich erhebt sich der Čížkův vrch (628 m), im Osten der Na Čtvrtích (658 m), südöstlich der Ještěnice (710 m), im Südwesten der Lísek (759 m) und westlich der Hložkův kopec (666 m). Am östlichen Ortsrand verläuft die Eisenbahnstrecke von Jindřichův Hradec nach Pelhřimov/Jihlava.
Nachbarorte sind Hříběcí im Norden, Horní Cerekev und Švábov im Nordosten, Nad Obci und Medličky im Osten, Nová Ves im Südosten, Olší, Horní Dubenky und Jihlávka im Süden, Lázně Svaté Kateřiny und Léskovec im Südwesten, Polesí im Westen sowie Bělá und Turovka im Nordwesten.

## Geschichte
Im 13. Jahrhundert entstand am Oberlauf der Jihlava im böhmisch-mährischen Grenzwald Borek eine wahrscheinlich hölzerne Burganlage, die im Norden und Osten von Teichen geschützt war. Später wurde bei der Vorburg ein Dorf gegründet, das nach der Burg Horní hrad mit Horní Ves / Oberdorf bezeichnet wurde. Besitzer der Burg war Tobias von Bechin und seine Nachkommen.
Die erste urkundliche Erwähnung des Ortes stammt aus dem Jahre 1364, als Dietrich von Bechin die Güter an Ulrich von Pacov verkaufte. Nach weiteren Besitzerwechseln erwarb in der ersten Hälfte des 15. Jahrhunderts Hynek Kruschina von Lichtenburg das Dorf. Zwischen 1453 und 1459 war Horní Ves in der mährischen Landtafel eingetragen. Danach wurde der Ort an die Herrschaft Horní Cerekev angeschlossen und kam zu Böhmen.
Nach der Aufhebung der Patrimonialherrschaften bildete Horňoves / Oberdorf eine Gemeinde in der Bezirkshauptmannschaft Pelhřimov. Zum Ende des 19. Jahrhunderts wurde das Dorf dem neu errichteten Bezirk Kamenice nad Lipou zugeordnet. Seit dessen Aufhebung im Jahre 1948 gehört Horní Ves wieder zum Okres Pelhřimov. 1980 erfolgte die Eingemeindung nach Horní Cerekev. Seit 1990 bildet Horní Ves wieder eine eigene Gemeinde. Seit 2001 führt Horní Ves ein Wappen und Banner. Im selben Jahre schufen Jaroslav Hájek (Text) und Jan Lipold (Melodie) die Hornoveská polka.

## Gemeindegliederung
Für die Gemeinde Horní Ves sind keine Ortsteile ausgewiesen. Grundsiedlungseinheiten sind Horní Ves und Nad Obci (Makowiczka).

## Sehenswürdigkeiten
- Wallfahrtskapelle des hl. Wenzel, 1999 wieder geweiht
- Burgstall Horní hrad aus dem 13. Jahrhundert, südwestlich auf einer Kuppe über dem Dorf. Die Reste der Burg wurden nach 1832 abgetragen.
- Burgruine Janštejn, südöstlich auf dem Hügel U Hradu
- Naturreservat Nový rybník, südlich von Horní Ves